# Umma (città antica)
Umma (presso l'attuale Umm al-Aqarib, provincia di Dhi Qar in Iraq) è stata un'antica città sumerica. Sui nomi sumerici e accadici di questo sito gli studiosi non sono concordi. Solo recentemente Umma è stata identificata con il sito di Tell Jokha, meno di 7 km a nordest della localizzazione attribuitale in un primo tempo.

## Storia

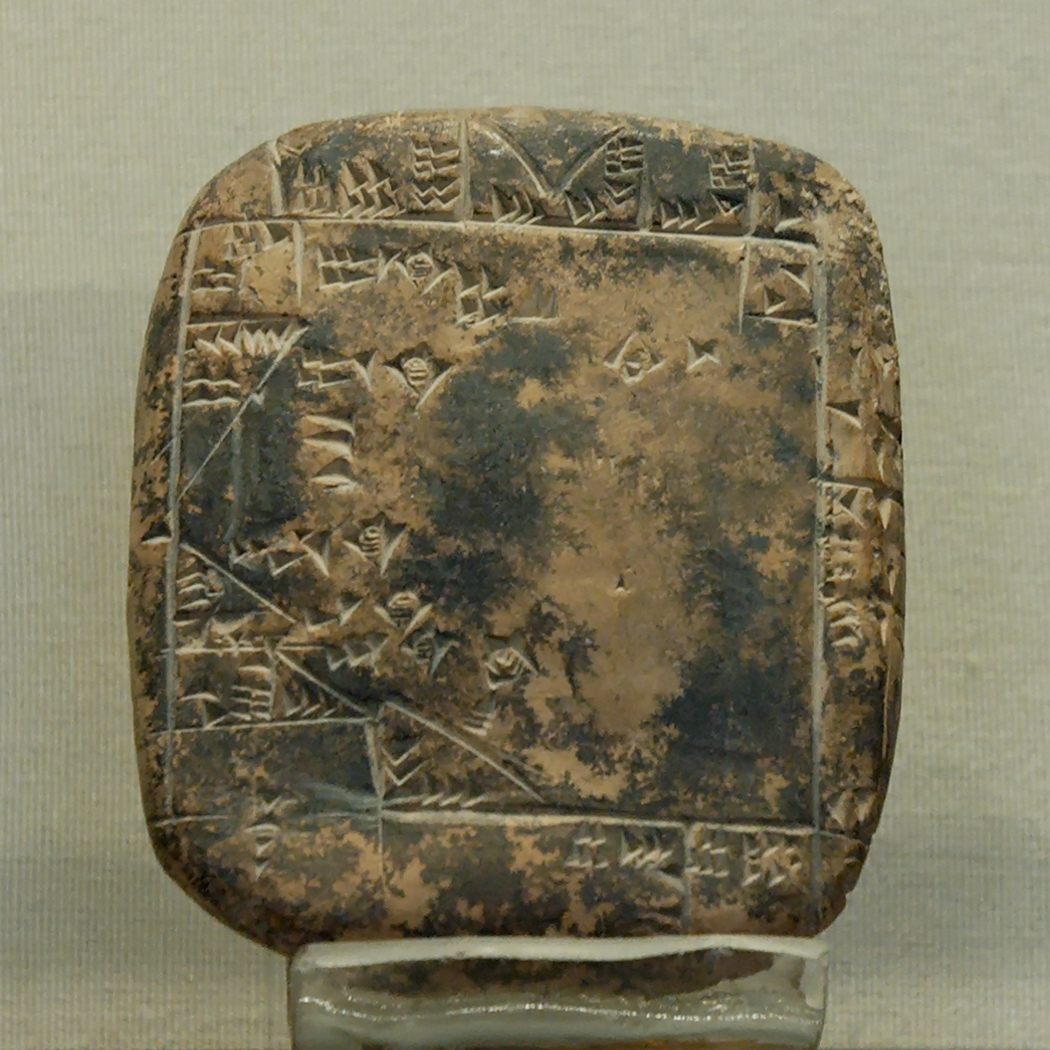
Mappa di proprietà fondiarie della città di Umma, per ogni parcella viene indicata la superficie. Parigi, museo del Louvre

Nell'antico testo sumerico La discesa di Inanna negli inferi,
Inanna dissuade i demoni degli inferi dal prendere il dio Shara, protettore di Umma, che viveva nella miseria e suggerisce che al suo posto prendano piuttosto Dumuzi, signore di Uruk, che viveva nell'opulenza dei palazzi.
Meglio nota per il suo lungo conflitto di frontiera con Lagash, per cui dovette essere eretta una stele di pace da Meselim, poi distrutta dal re Ush, la città toccò il massimo splendore nel 2275 a.C. circa, sotto il regno di Lugal-Zage-Si, che controllava anche Ur e Uruk. Durante la terza dinastia di Ur, Umma acquistò una posizione egemonica sulla sua area. La maggior parte delle oltre 30.000 tavolette in caratteri cuneiformi rinvenute nel sito sono testi amministrativi ed economici di quel periodo, forniscono quindi dati circostanziati sulla vita economica di Umma e delle sue pertinenze. Il calendario di Umma, di Shulgi (circa XXI sec. a.C.) è l'antecedente immediato del calendario babilonese e, indirettamente, del calendario ebraico successivo all'esodo. Pare che Umma sia stata abbandonata dopo la media età del bronzo.

## Archeologia

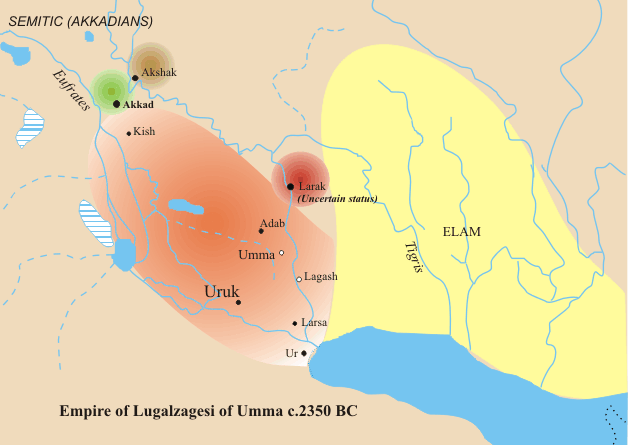
Umma all'epoca di Lugal-Zage-Si

Il sito di Tell Jokha fu esplorato da William Loftus nel 1854 e da John Punnett Peters della University of Pennsylvania nel 1885. Nel primo Novecento, da scavi non autorizzati, molte tavolette di Umma, della terza dinastia di Ur comparvero nel mercato antiquario. Alla fine degli anni novanta scavi di salvataggio, connessi al progetto di un'autostrada, furono condotti a Tell Jokha dagli archeologi iracheni.
Fino ad allora Tell Jokha era stata identificata come la tributaria di Umma, Gisha (o Kissa), mentre il sito della stessa Umma era stato attribuito, 6,5 km a sudest, a Umm al-Aqarib. Qui gli scavi avevano messo in luce livelli non più antichi del cosiddetto primo periodo dinastico (circa 2900-2300 a.C.), che comprendono diversi edifici monumentali, uno dei quali identificato come tempio o palazzo.

### Saccheggi
Durante guerra del Golfo del 2003, appena iniziati i bombardamenti della coalizione, i saccheggiatori sono calati sul sito che è ora butterato da centinaia di pozzi e fossati abusivi, mentre le prospettive per futuri scavi e ricerche ufficiali sono seriamente compromesse. Gli scavi dei saccheggiatori coprono un'area della dimensione di 3000 campi da calcio, in varie zone dell'Iraq, secondo una relazione del giornale The Independent del 2007.
Nel 2011, il Global Heritage Network, che tiene monitorate le minacce al patrimonio culturale nei paesi emergenti, ha diffuso immagini aeree di Umma che permettono di confrontare la situazione del 2003 con quella del 2010, mostrando un suolo che in quel periodo è stato devastato dalle trincee dei saccheggiatori per circa 1,12 km².. Altre immagini significative sulla situazione a Umm al-Aqarib sono incluse nell'articolo di Diane Tucker sulla distruzione del patrimonio archeologico dell'Iraq.